# Markoušovice
Markoušovice (německy Markausch) je vesnice, část obce Velké Svatoňovice v okrese Trutnov. Nachází se na západním pokraji Broumovské vrchoviny asi 3,5 km ssz. od Velkých Svatoňovic. Vesnicí protéká Markoušovický potok. V roce 2009 zde bylo evidováno 188 adres. V roce 2001 zde trvale žilo 260 obyvatel.
Markoušovice je také název katastrálního území o rozloze 5,35 km2. Markoušovice leží i v katastrálním území Starý Sedloňov o rozloze 4,68 km2.

## Historie
První písemná zmínka o obci pochází z roku 1542. Do roku 1963 se v okolí Markoušovic těžilo černé uhlí.

## Pamětihodnosti
- Kostel svatého Jana Křtitele
- litinová socha Josefa II. (před čp. 95); Josef II zde přenocoval roku 1771 v čp. 1, když se zde seznamoval s následky katastrofální neúrody.